# 反愛國主義

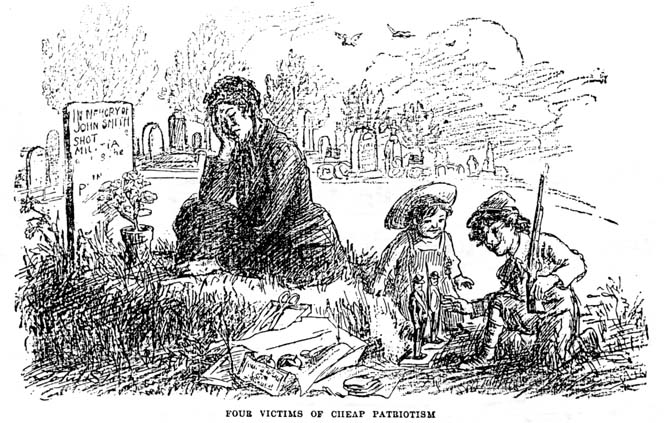
1910年反戰漫畫《劣质愛國主義的四名受害者》。漫畫中可見哀悼亡夫的寡妇，及他們的孩子以玩具槍和玩具士兵取樂

反愛國主義是指反對愛國主義的意識形態。它常用於代指世界主义者、国际主义者、反民族主义者的觀點。反愛國主義者大多認為，愛國主義是一種錯誤價值觀，因為它要求人們即使不能選擇自己出生在哪個國家，也要愛國，甚至為國犧牲——當中並沒有考慮個人的喜好和特質。因此，反愛國主義者也可能反對愛國主義所帶有的权威主义性質；一些反愛國主義者則相信，愛國主義所帶來的地缘政治爭議最終可能會令戰爭爆發。
愛國主義者或民族主義者會把此一用語當作貶義詞使用，因此人們可改用「世界主義」或「世界公民」等用語來避免有關意涵。他國或第三方國家可能會利用反爱国主義者去對付他們的國家，此一情況於冷戰期間尤其明顯。在学院和大学，多元文化主義有時也會被質疑為反愛國主義思想。美国在第一次世界大戰期間先後通過《1917年间谍法》和《1918年反煽動法》，讓嘗試阻止戰爭繼續進行的人可能因此入獄。當地部分出版物會把干犯者視為反愛國主義者。